# Mediateca François-Mitterrand-Les Capucins
La mediateca François-Mitterrand - Capucins está ubicada en Brest en el departamento de Finisterre, en la región de Bretaña. Se trata del mayor edificio de este tipo en el Gran Oeste francés.

## Localización
La mediateca está situada en el edificio del siglo XIX que albergaba los talleres de mecánica de la marina nacional en el barrio de los Capuchinos. Los talleres y el barrio toman el nombre de un convento de frailes capuchinos. Este edificio se encuentra sobre el margen derecho, del lado de Recouvrance, frente al centro histórico de Brest, en balcón sobre el río Penfeld.
Se llega con el teleférico, cuya estación está en el interior del mismo edificio y con el tranvía y el autobús que pasan por el lado oeste del barrio donde está ubicada.

## Historia
La mediateca está integrada en el proyecto global de desarrollo del barrio de los Capuchinos y de rehabilitación de los edificios del taller de mecánica de la Marina Nacional.
El proyecto se inició en 2010 y los trabajos de la mediateca comenzaron en 2014 bajo la dirección del taller de arquitectura Canal (mientras que la dirección de la obra global se confió al arquitecto y urbanista Bruno Fortier).
La mediateca fue inaugurada los días 7 y 8 de enero de 2017 y fue abierta al público el 10 de enero de 2017. El Presidente de la República francesa, François Hollande, volvió el 16 de febrero del mismo año, con la ministra de cultura Audrey Azoulay, para inaugurar la placa que da oficialmente su denominación. Esta última rinde homenaje a François Mitterrand, antiguo presidente de la República francesa.
La mediateca François-Mitterrand - Las Capucins ha recibido el premio 2017 de Livres Hebdo por el espacio interior, «por la bonita rehabilitación del edificio industrial en el que se instaló en enero 2017, que ha conseguido preservar la identidad del lugar al mismo tiempo que se ponía al servicio de un programa moderno de lectura pública».

## Arquitectura
La mediateca dispone de 9 700 m² útiles y de 900 plazas de lectura. Tiene tres niveles. Cuenta también con una sala de exposiciones de 175 m², un auditorio de 195 plazas en la planta de calle así como un café y una terraza en el primer piso.
En la mediateca se han integrado máquinas que antaño estaban ubicadas en los talleres de mecánica: un horno Jaube del taller de calderas en la planta baja cerca del espacio de juegos y un puente rodante en el vestíbulo de entrada. El espacio, abierto, sin puertas ni tabiques, aprovecha la luz natural gracias a cristaleras en el tejado.

## Fondos
Seis secciones temáticas están repartidas en los tres niveles :
- En la planta baja: la recepción, las estanterías «vida y ciudadanía», «digital» y «juventud»;
- En el entrepiso: las estanterías «espacios pedagógicos» y «lúdicos»;
- En el primer piso: las estanterías «artes y literaturas» y «patrimonio, memoria e identidades litorales».

Los documentos han sido transferidos de la biblioteca de estudio de la calle Traverse y de la mediateca Neptuno, hoy cerradas. Una suma de 460 000 € ha sido destinada para actualizar las colecciones. La mediateca contiene 120 000 referencias en acceso libre, en las que destacan: 12 000 novelas, 5000 cómics, 2 000 obras sobre literatura, 4 000 documentos sobre arte, 20 000 CD, 3500 películas. Conserva igualmente 350 000 referencias en depósito cerrado. En el vestíbulo, un quiosco ofrece 400 títulos de prensa, en formato impreso u en línea. El espacio «Patrimonio» propone 10 000 libros publicados entre el siglo XV y el siglo XIX, 200 manuscritos y documentos, 3 000 volúmenes de periódicos y revistas.